# Алькала-де-Енареська діоцезія
Алька́ла-де-Ена́реська діоце́зія (лат. Dioecesis Complutensis; ісп. Diócesis de Alcalá de Henares) — діоцезія римського обряду Католицької церкви в Іспанії, з центром у місті Алькала-де-Енарес.  Входить до складу Мадридської церковної провінції. Суфраганна діоцезія Мадридської архідіоцезії. Заснована 23 липня 1991 року. Голова — єпископ Алькала-де-Енареський. Центральний храм — Алькала-де-Енареський собор.  Площа — 2,586 км². Населення — 807,248 ос.; з них католики — 686,161 ос. (85%). Чинний голова — Хуан Антоніо Рейг-Пла, єпископ Алькала-де-Енареський.

## Єпископи
- Хуан Антоніо Рейг-Пла

## Статистика
Згідно з «Annuario Pontificio» і Catholic-Hierarchy.org:
| Рік  | Населення | Населення | Населення | Священики | Священики | Священики | Священики           | Диякони | Ченці    | Ченці | Парафії |
| Рік  | католики  | загалом   | %         | загалом   | секулярні | ченці     | вірних на священика | Диякони | чоловіки | жінки | Парафії |
| ---- | --------- | --------- | --------- | --------- | --------- | --------- | ------------------- | ------- | -------- | ----- | ------- |
| 1999 | 650.000   | 740.000   | 87,8      | 188       | 139       | 49        | 3.457               | 4       | 93       | 476   | 89      |
| 2000 | 671.000   | 760.000   | 88,3      | 166       | 127       | 39        | 4.042               | 4       | 83       | 443   | 92      |
| 2001 | 680.000   | 780.000   | 87,2      | 164       | 138       | 26        | 4.146               | 4       | 70       | 399   | 92      |
| 2002 | 477.373   | 514.899   | 92,7      | 156       | 131       | 25        | 3.060               | 4       | 79       | 334   | 92      |
| 2003 | 545.827   | 584.077   | 93,5      | 155       | 127       | 28        | 3.521               | 4       | 68       | 283   | 92      |
| 2004 | 602.289   | 650.789   | 92,5      | 162       | 132       | 30        | 3.717               | 4       | 70       | 283   | 92      |
| 2006 | 651.540   | 706.629   | 92,2      | 207       | 141       | 66        | 3.147               | 4       | 119      | 317   | 92      |
| 2012 | 686.161   | 807.248   | 85,0      | 192       | 120       | 72        | 3.573               | 4       | 121      | 241   | 92      |
| 2015 | 716.567   | 821.937   | 87,2      | 215       | 130       | 85        | 3.332               | 4       | 140      | 229   | 93      |